# Beybienkoa tolganensis
Beybienkoa tolganensis är en kackerlacksart som beskrevs av Roth, L. M. 1991. Beybienkoa tolganensis ingår i släktet Beybienkoa och familjen småkackerlackor. Inga underarter finns listade.